# Liste der Biografien/Schmid, R
Liste der Biografien |
Portal Biografien |
R Personensuche
# |
A |
B |
C |
D |
E |
F |
G |
H |
I |
J |
K |
L |
M |
N |
O |
P |
Q |
R |
S |
T |
U |
V |
W |
X |
Y |
Z |
?
 
Sa |
Sb |
Sc |
Sd |
Se |
Sf |
Sg |
Sh |
Si |
Sj |
Sk |
Sl |
Sm |
Sn |
So |
Sp |
Sq |
Sr |
Ss |
St |
Su |
Sv |
Sw |
Sy |
Sz
 
Sca–Sce |
Sch |
Sci–Scz
 
Scha |
Schc |
Schd |
Sche |
Schg |
Schi |
Schj |
Schk |
Schl |
Schm |
Schn |
Scho |
Schp |
Schr |
Schs |
Scht |
Schu |
Schv |
Schw |
Schy
 
Schma |
Schme |
Schmi |
Schmo |
Schmu |
Schmy
 
Schmic |
Schmid |
Schmie |
Schmig |
Schmik |
Schmil |
Schmin |
Schmir |
Schmis |
Schmit
 
Schmida |
Schmidb |
Schmide |
Schmidf |
Schmidg |
Schmidh |
Schmidi |
Schmidj |
Schmidk |
Schmidl |
Schmidm |
Schmidp |
Schmidr |
Schmids |
Schmidt |
Schmid, A |
Schmid, B |
Schmid, C |
Schmid, D |
Schmid, E |
Schmid, F |
Schmid, G |
Schmid, H |
Schmid, I |
Schmid, J |
Schmid, K |
Schmid, L |
Schmid, M |
Schmid, N |
Schmid, O |
Schmid, P |
Schmid, R |
Schmid, S |
Schmid, T |
Schmid, U |
Schmid, V |
Schmid, W |
Schmid, Y
Die Liste der Biografien führt alle Personen auf, die in der deutschsprachigen Wikipedia einen Artikel haben. Dieses ist eine Teilliste mit 34 Einträgen von Personen, deren Namen mit den Buchstaben „Schmid, R“ beginnt.

## Schmid, R

### Schmid, Ra
- Schmid, Ralf (* 1969), deutscher Jazzpianist, Arrangeur und Musikproduzent

### Schmid, Re
- Schmid, Reinhold (1902–1980), österreichischer Chorleiter, Komponist und Pädagoge
- Schmid, Remo (* 1986), schweizerischer Networker, Prix-Courage-Sieger, Unternehmer sowie Jury-Mitglied der Zeitschrift „Beobachter“
- Schmid, René (* 1944), Schweizer Radrennfahrer
- Schmid, René M. (* 1929), Schweizer Rechtsanwalt und Kulturveranstalter
- Schmid, Res (* 1955), Schweizer Ländlermusikant
- Schmid, Res (* 1958), Schweizer Politiker (SVP), Landammann von Nidwalden

### Schmid, Ri
- Schmid, Richard (1899–1986), deutscher Jurist, Politiker und Widerstandskämpfer gegen den Nationalsozialismus
- Schmid, Rike (* 1979), deutsche SchauspielerinRike Schmid (* 1979)

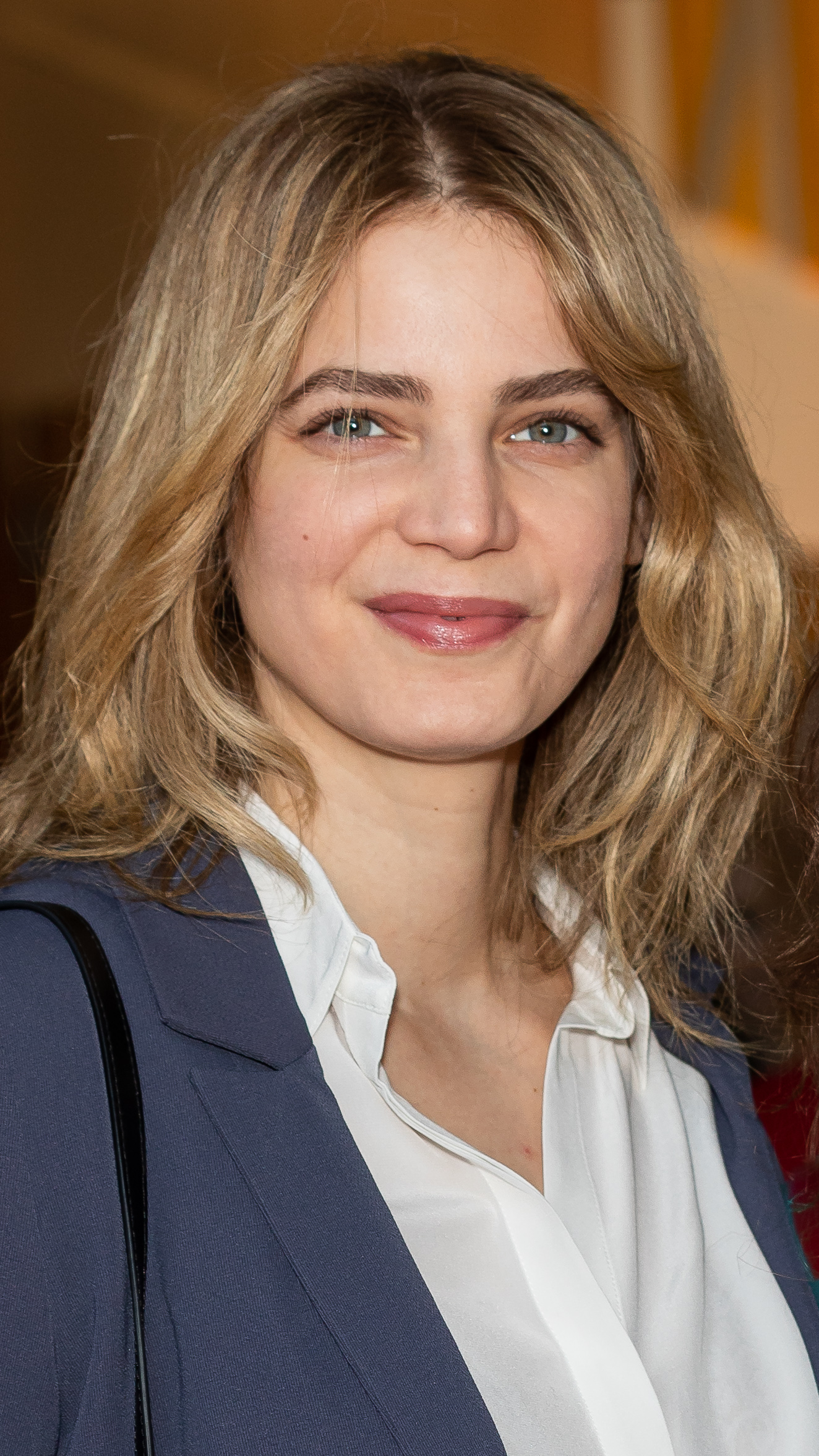
Rike Schmid (* 1979)

### Schmid, Ro
- Schmid, Robert (1867–1934), Schweizer Jurist und Politiker
- Schmid, Robert (* 1979), deutscher Bodybuilder
- Schmid, Rochus (* 1968), deutscher Chemiker
- Schmid, Roland (1930–1990), deutscher Verleger, Herausgeber und Bühnenautor
- Schmid, Roland (* 1953), deutscher Übersetzer
- Schmid, Roland (* 1955), Schweizer Kameramann
- Schmid, Roland (* 1956), deutscher Politiker (CDU), MdL
- Schmid, Roland (* 1966), Schweizer Fotograf
- Schmid, Rolf (* 1942), deutscher Biochemiker und Biotechnologe
- Schmid, Roman (* 1969), österreichischer Politiker (FPÖ), Landtagsabgeordneter
- Schmid, Roman (* 1984), Schweizer Politiker (SVP)
- Schmid, Romano (* 2000), österreichischer FußballspielerRomano Schmid (* 2000)

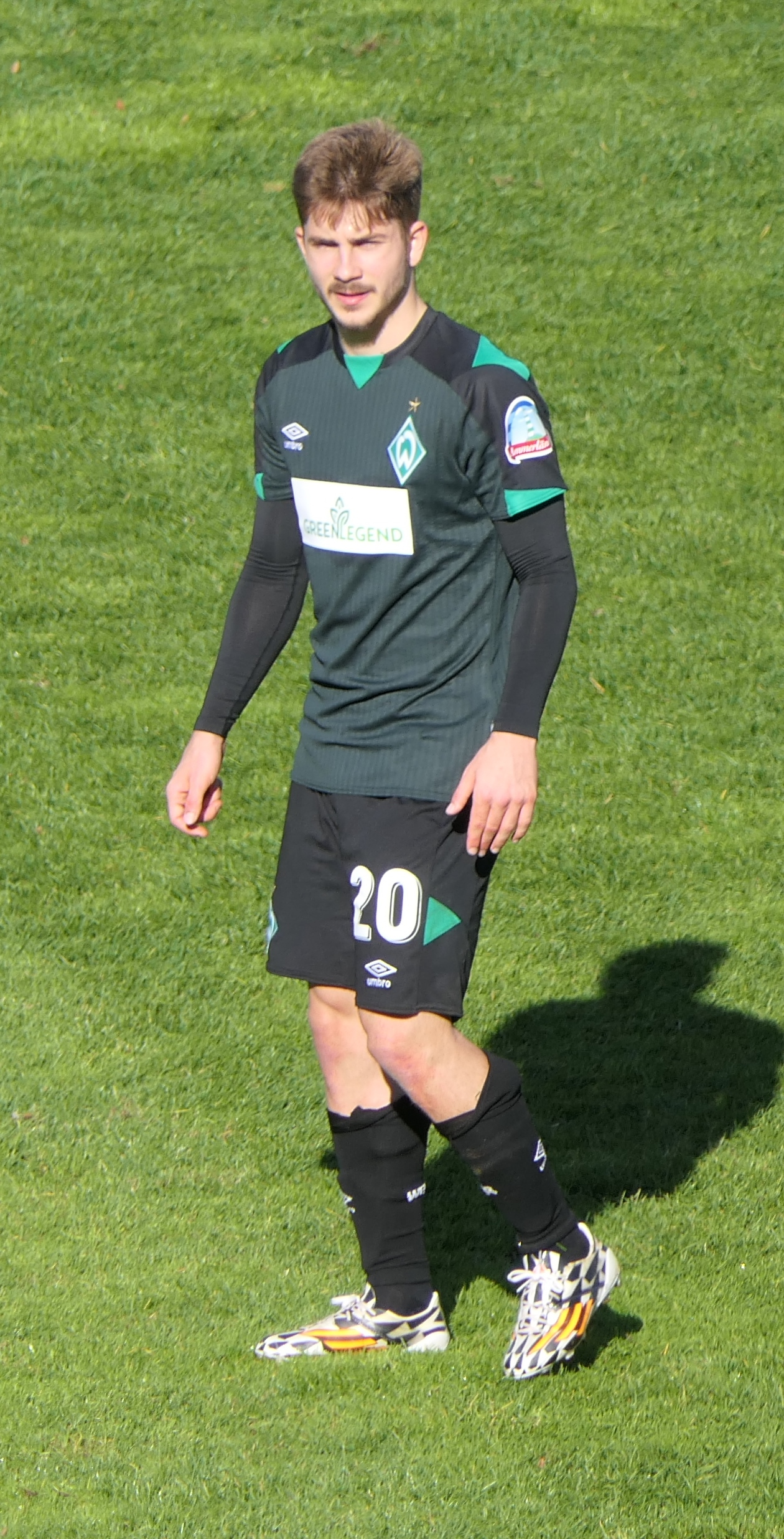
Romano Schmid (* 2000)

- Schmid, Ronald (* 1949), deutscher Jurist und Experte für Luftverkehrsrecht und Reiserecht
- Schmid, Rosl (1911–1978), deutsche Pianistin und Hochschullehrerin

### Schmid, Ru
- Schmid, Rudolf (1822–1903), Schweizer Unternehmer sowie Politiker (Radikale Partei)
- Schmid, Rudolf (1868–1947), deutscher Architekt
- Schmid, Rudolf (1888–1969), Schweizer Politiker (KVP)
- Schmid, Rudolf (1894–1989), Schweizer Politiker (Allgemeine Bürgerliche Volkspartei des Kantons Glarus)
- Schmid, Rudolf (1896–1962), deutscher Ingenieur
- Schmid, Rudolf (1914–2012), deutscher Geistlicher, Weihbischof im Bistum Augsburg
- Schmid, Rudolf (1931–2021), Schweizer Theologe
- Schmid, Rudolf (1951–2014), österreichischer Rennrodler
- Schmid, Rudolf von (1828–1907), deutscher evangelischer Geistlicher
- Schmid, Ruedi (1931–2021), Schweizer Bildhauer und Maler
- Schmid, Rupert (1935–2021), deutscher Politiker (CSU)